# Cornamusa

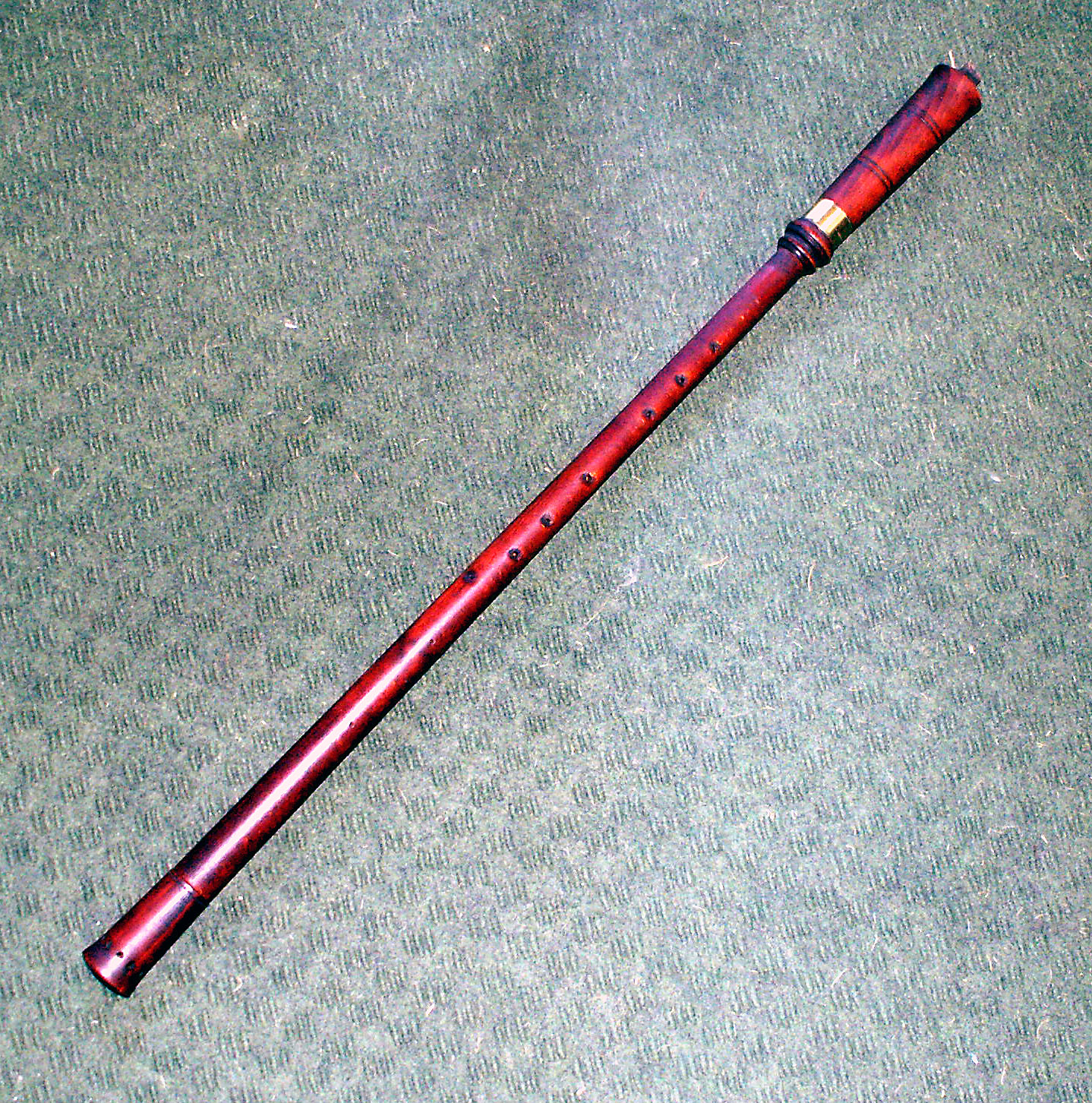
Cornamusa tenorowa

Cornamusa – dęty drewniany instrument muzyczny, w którym źródłem dźwięku jest podwójny stroik zamknięty w komorze ustnika. Odmiana krzywuły.
W językach romańskich cornamusa (fr. cornemuse) oznacza dudy. We Włoszech czasem odnosi się też do krzywuły, choć wyrazy te nie są synonimami.